# Mataeomera mesotaenia
Mataeomera mesotaenia is een nachtvlinder uit de familie spinneruilen (Erebidae). De wetenschappelijke naam van de soort werd voor het eerst geldig gepubliceerd door Turner in 1929 als Catoblemma mesotaenia.

## Voorkomen
De soort komt voor in Australië.